# シャーリー・クラタ
シャーリー・クラタ（Shirley Kurata、1970年頃 - ）は、アメリカ合衆国のワードローブスタイリスト、衣裳デザイナーである。
カリフォルニア州ロサンゼルスを拠点として活動する彼女はインディ映画『エブリシング・エブリウェア・オール・アット・ワンス』（2022年）への貢献により第95回アカデミー賞衣裳デザイン賞にノミネートされた。
クラタはその他にも衣裳デザイナー組合賞SF/ファンタジー映画賞などを受賞した。

## 生い立ちと教育
ロサンゼルス生まれのクラタは4人きょうだいの末っ子としてサンガブリエル・バレーで育った。両親はコインランドリー経営者であった。彼女は日系アメリカ人であり、日本の雑誌で見た「風変わりで大胆な」ファッションに影響を受けたと語っている。
クラタは18歳の時にエルエーアイワークスで初めて「ファッショングラス」を購入し、現在でもその大きな丸ぶちのものを愛用している。19歳の時にパリのステュディオ・ベルソーでファッションを学ぶためにカリフォルニアを離れた。

## キャリア
キャリア初期にクラタは映画『EMMA エマ』（2020年）の監督である写真家のオータム・デ・ワイルドのファッション・ショットのスタイリングを担当していた。
クラタのクライアントにはビリー・アイリッシュ、レナ・ダナム、ファレル・ウィリアムス、ズーイー・デシャネル、ベック、ミンディ・カリング、ティエラ・ワックといった著名人が含まれる。彼女はまたケイトとローラ・マレヴィのレーベルであるロダルテのコレクションを2006年の開始以来毎年スタイリングしている、さらにピーター・イェンセンのコレクションもスタイリングしている。イェンセンはクラタを2016年春コレクションに影響を与えた「ミューズ」と呼んでいる。
加えてクラタはケンゾーとオリバーピープルズの広告キャンペーンのスタイリングを担当し、プラダとミュウミュウの短編映画を手がけた 。2015年、彼女はイーストハリウッドにジェンダー・ニュートラルな服を集めたストリートウェア・ブティックであるヴァージル・ノーマルをチャーリー・スタウントンと共同で開店した。2022年、エルエーアイワークスは10年ぶりに発表した新たなサングラスコレクションのモデルにクラタを抜擢した。
クラタは自身の美学を「未来的なフォーキー」と位置づけている。

### 『エブリシング・エブリウェア・オール・アット・ワンス』
映画『エブリシング・エブリウェア・オール・アット・ワンス』においてクラタはミシェル・ヨー、キー・ホイ・クァン、ステファニー・スー、ジェイミー・リー・カーティスらが演じるキャラクターが「メイン」の宇宙から他の多元宇宙に移動する際の複数の容姿をデザインした。この映画でクラタは限られた予算で非常に多くの衣裳をデザインすることを余儀なくされた。クワンは監督のダニエル・クワンとダニエル・シャイナートから「とにかくクレイジーに、クリエイティブに」と奮起させられ、観客がハロウィンに着るような衣裳を目指したと語っている。
『ハリウッド・リポーター』はシューが演じ、クラタも共感する悪役のジョブ・トゥパキの「とんでもない格好のペルソナ」のスタイリングで「アジア的なトロープスが覆され、再生された」と評した。ジョブ・トゥパキはピンクのアーガイルベストとソックスを着けた「ゴルファー・ジョブ」をはじめ、クラタが言うところの「人生においてスポーツも何もかも優秀な完璧なアジア人の娘」を象徴するような容姿を数多く披露している。一方でエルヴィスの衣裳を着て髪をピンクに染めて煙草をくわえる「エルヴィス・ジョブ」は母親との敵対を表現している。「黒ずくめでシアーチュールペチコートにビニールのAライン・ミニスカート」を着た「ゴス・ジョブ」は『ハリウッド・リポーター』からは「アニメコスプレのビクトリアン・ドールにインスパイアされたエレガント・ゴシック・ロリータにひねりを加えた」と評された。さらに他にもK-POPと原宿のストリートスタイルに影響を受けた「ジョブ・K-POP・スター」の姿も登場した 。
『CBSニュース』はこの映画の「重圧感」は「この映画の素晴らしい（そしてしばしば宇宙を破壊する）衣裳のクリエイティブ・ビジョンであるシャーリー・クラタ無しでは実現できなかっただろう」と評した。『Insider』はこの映画の衣裳は「単なる服ではない」と評し、「各キャラクターの異なるイテレーション」を伝え、「映画を通して横断される数々の多元宇宙に観客を配置する」と指摘した。

## フィルモグラフィ
| 年   | タイトル                                                                             | クレジット           | 参照   |
| ---- | ------------------------------------------------------------------------------------ | -------------------- | ------ |
| 1999 | The Murder in China Basin                                                            | 衣裳デザイナー       | [ 16 ] |
| 2000 | Love & Sex                                                                           | 衣裳スーパーバイザー | [ 17 ] |
| 2006 | アルファ・ドッグ 破滅へのカウントダウン Alpha Dog                                    | 出演: ルー役         | [ 18 ] |
| 2015 | Seoul Searching                                                                      | 衣裳デザイナー       | [ 19 ] |
| 2022 | エブリシング・エブリウェア・オール・アット・ワンス Everything Everywhere All at Once | 衣裳デザイナー       | [ 7 ]  |

## 受賞とノミネート
| 年   | 賞                               | 部門                  | 候補作品                                           | 結果       | 参照   |
| ---- | -------------------------------- | --------------------- | -------------------------------------------------- | ---------- | ------ |
| 2022 | アカデミー賞                     | 衣裳デザイン賞        | エブリシング・エブリウェア・オール・アット・ワンス | ノミネート | [ 2 ]  |
| 2022 | シカゴ映画批評家協会賞           | 衣裳デザイン賞        | エブリシング・エブリウェア・オール・アット・ワンス | 受賞       | [ 20 ] |
| 2022 | 衣裳デザイナー組合賞             | SF/ファンタジー映画賞 | エブリシング・エブリウェア・オール・アット・ワンス | 受賞       | [ 3 ]  |
| 2022 | クリティクス・チョイス・アワード | 衣裳デザイン賞        | エブリシング・エブリウェア・オール・アット・ワンス | ノミネート | [ 21 ] |
| 2022 | オンライン女性映画批評家協会賞   | 衣裳デザイン賞        | エブリシング・エブリウェア・オール・アット・ワンス | 受賞       | [ 22 ] |